# Nuoto ai Giochi della XXXIII Olimpiade - 200 metri stile libero femminili
La gara di nuoto dei 200 metri stile libero femminili dei Giochi della XXXIII Olimpiade di Parigi è stata disputata tra il 28 e il 29 luglio 2024 presso l'Olympic Aquatics Centre alla Paris La Défense Arena.

## Record
Prima della competizione il record del mondo e il record olimpico erano i seguenti:
| Record mondiale | 1'52"23 | Ariarne Titmus Australia | 12 giugno 2024 Brisbane, Australia |
| Record olimpico | 1'53"50 | Ariarne Titmus Australia | 28 luglio 2021 Tokyo, Giappone     |

## Programma
| Data           | Ora (UTC+1) | Turno      |
| -------------- | ----------- | ---------- |
| 28 luglio 2024 | 12:00       | Batterie   |
| 28 luglio 2024 | 21:50       | Semifinali |
| 29 luglio 2024 | 21:41       | Finale     |

## Risultati

### Batterie
| Pos. | Batterie | Corsia | Atleta                   | Nationalità         | Tempo   | Note |
| ---- | -------- | ------ | ------------------------ | ------------------- | ------- | ---- |
| 1    | 3        | 4      | Mollie O'Callaghan       | Australia           | 1'55"79 | Q    |
| 2    | 4        | 3      | Mary-Sophie Harvey       | Canada              | 1'56"21 | Q    |
| 3    | 4        | 4      | Ariarne Titmus           | Australia           | 1'56"23 | Q    |
| 4    | 2        | 3      | Li Bingjie               | Cina                | 1'56"28 | Q    |
| 5    | 2        | 4      | Siobhán Haughey          | Hong Kong           | 1'56"38 | Q    |
| 6    | 2        | 5      | Claire Weinstein         | Stati Uniti         | 1'56"48 | Q    |
| 7    | 3        | 3      | Erika Fairweather        | Nuova Zelanda       | 1'56"54 | Q    |
| 8    | 2        | 6      | Maria Fernanda Costa     | Brasile             | 1'56"65 | Q    |
| 9    | 4        | 5      | Yang Junxuan             | Cina                | 1'56"83 | Q    |
| 10   | 3        | 5      | Barbora Seemanová        | Rep. Ceca           | 1'57"02 | Q    |
| 11   | 4        | 6      | Erin Gemmell             | Stati Uniti         | 1'57"23 | Q    |
| 12   | 3        | 2      | Valentine Dumont         | Belgio              | 1'57"50 | Q    |
| 13   | 2        | 2      | Lilla Minna Ábrahám      | Ungheria            | 1'57"77 | Q    |
| 14   | 4        | 2      | Aimee Canny              | Sudafrica           | 1'57"81 | Q    |
| 15   | 3        | 7      | Snæfríður Jórunnardóttir | Islanda             | 1'58"32 | Q    |
| 16   | 4        | 1      | Rebecca Diaconescu       | Romania             | 1'59"29 | Q    |
| 17   | 4        | 7      | Julia Mrozinski          | Germania            | 1'59"87 |      |
| 18   | 2        | 1      | Enkhkhuslen Batbayar     | Mongolia            | 1'59"94 |      |
| 19   | 2        | 7      | Lea Polonsky             | Israele             | 2'00"38 |      |
| 20   | 3        | 1      | María Yegres             | Venezuela           | 2'00"66 |      |
| 21   | 4        | 8      | Andrea Becali            | Cuba                | 2'03"38 |      |
| 22   | 3        | 8      | Julimar Ávila            | Honduras            | 2'04"88 |      |
| 23   | 1        | 4      | Dhinidhi Desinghu        | India               | 2'06"96 |      |
| 24   | 2        | 8      | Lojine Abdalla Salah     | Egitto              | 2'07"19 |      |
| 25   | 1        | 5      | Ariana Southa Dirkzwager | Laos                | 2'07"22 |      |
| 26   | 1        | 3      | Jehanara Nabi            | Pakistan            | 2'10"69 |      |
| 27   | 1        | 6      | Kaltra Meca              | Albania             | 2'12"21 |      |
| 28   | 1        | 7      | Maha Alshehhi            | Emirati Arabi Uniti | 2'17"17 |      |
| 29   | 1        | 1      | Mashael Meshari A Alayed | Arabia Saudita      | 2'19"61 |      |
| 30   | 1        | 2      | Duana Lama               | Nepal               | 2'20"74 |      |
|      | 3        | 6      | Nikolett Pádár           | Ungheria            | DSQ     | DSQ  |

### Semifinali
| Pos" | Batterie | Corsia | Atleta                   | Nationalità   | Tempo   | Note |
| ---- | -------- | ------ | ------------------------ | ------------- | ------- | ---- |
| 1    | 2        | 5      | Ariarne Titmus           | Australia     | 1'54"64 | Q    |
| 2    | 2        | 4      | Mollie O'Callaghan       | Australia     | 1'54"70 | Q    |
| 3    | 1        | 3      | Claire Weinstein         | Stati Uniti   | 1'55"24 | Q    |
| 4    | 2        | 3      | Siobhán Haughey          | Hong Kong     | 1'55"51 | Q    |
| 5    | 2        | 2      | Yang Junxuan             | Cina          | 1'55"90 | Q    |
| 6    | 1        | 2      | Barbora Seemanová        | Rep. Ceca     | 1'56"06 | Q    |
| 7    | 2        | 6      | Erika Fairweather        | Nuova Zelanda | 1'56"31 | Q    |
| 8    | 1        | 4      | Mary-Sophie Harvey       | Canada        | 1'56"37 | Q    |
| 9    | 2        | 7      | Erin Gemmell             | Stati Uniti   | 1'56"46 |      |
| 10   | 1        | 5      | Li Bingjie               | Cina          | 1'56"56 |      |
| 11   | 1        | 6      | Maria Fernanda Costa     | Brasile       | 1'56"89 |      |
| 12   | 1        | 1      | Aimee Canny              | Sudafrica     | 1'57"34 |      |
| 13   | 1        | 7      | Valentine Dumont         | Belgio        | 1'57"50 |      |
| 14   | 2        | 1      | Lilla Minna Ábrahám      | Ungheria      | 1'57"78 |      |
| 15   | 2        | 8      | Snæfríður Jórunnardóttir | Islanda       | 1'58"78 |      |
| 16   | 1        | 8      | Rebecca Diaconescu       | Romania       | 1'59"58 |      |

### Finale
| Pos.    | Corsia | Atleta             | Nazionalità   | Tempo   | Note            |
| ------- | ------ | ------------------ | ------------- | ------- | --------------- |
| Oro     | 5      | Mollie O'Callaghan | Australia     | 1'53"27 | Record olimpico |
| Argento | 4      | Ariarne Titmus     | Australia     | 1'53"81 |                 |
| Bronzo  | 6      | Siobhán Haughey    | Hong Kong     | 1'54"55 |                 |
| 4       | 8      | Mary-Sophie Harvey | Canada        | 1'55"29 |                 |
| 5       | 2      | Yang Junxuan       | Cina          | 1'55"38 |                 |
| 6       | 7      | Barbora Seemanová  | Rep. Ceca     | 1'55"47 |                 |
| 7       | 1      | Erika Fairweather  | Nuova Zelanda | 1'55"59 |                 |
| 8       | 3      | Claire Weinstein   | Stati Uniti   | 1'56"60 |                 |